# Stillman Valley
Stillman Valley är en by i Ogle County i den amerikanska delstaten Illinois med en yta av 4 km² och en folkmängd som uppgår till 1 048 invånare (2000). Black Hawk-kriget bröt ut i närheten av byn. Det finns ett monument på platsen där det första slaget utkämpades den 14 maj 1832.

## Kända personer från Stillman Valley
- Frank White, guvernör i North Dakota 1901-1905